# أوتافا ريما

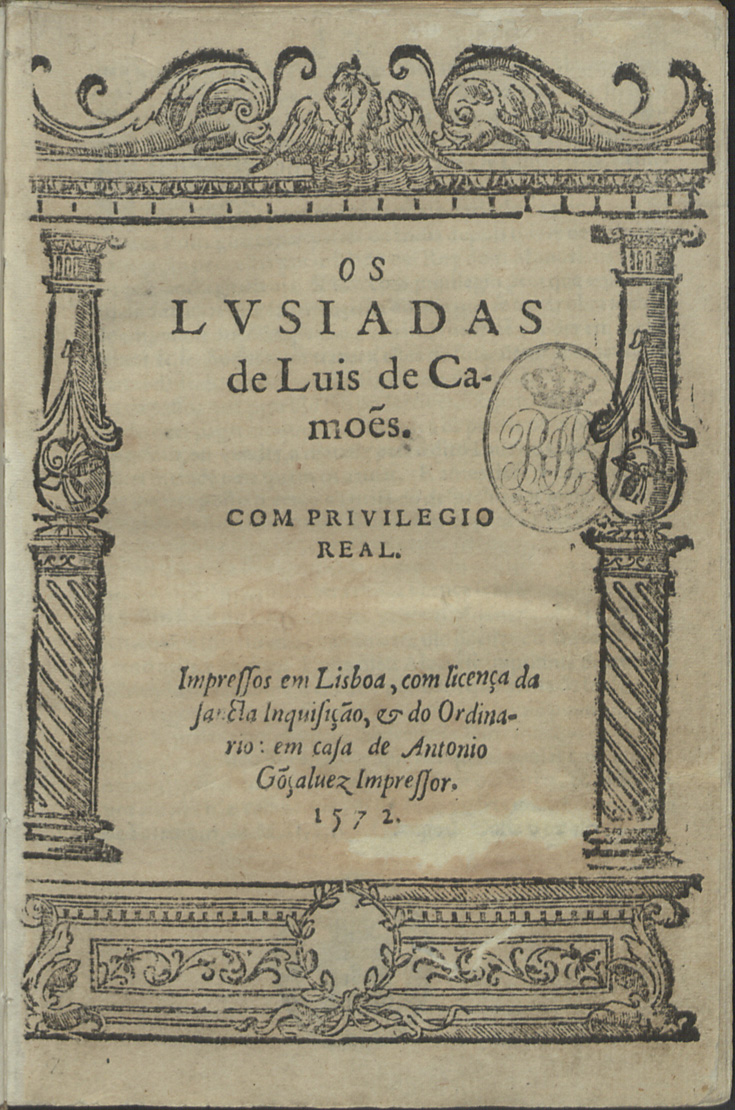
اللوسياد

الأوتافا ريما (بالإيطالية: Ottava rima)‏، هي قافية شعرية إيطالية تتكون من ثمانية أبيات، تتبع النمط ABABABCC. في هذا الشكل، تتكرر القوافي في ترتيب معين : الأبيات الأولى والثالثة والخامسة تتقاسم نفس القافية، وكذلك الأبيات الثانية والرابعة والسادسة. بينما الأبيات السابعة والثامنة يشتركان في قافية واحدة. هذا الشكل غالبًا ما يُستخدم في الشعر الملحمي أو السردي.